# Superheroj
Superheroj ili superjunak izmišljeni je lik koji je poznat po svojoj hrabrosti i plemenitosti, a koji obično ima šareni kostim i ime, kao i nadljudske sposobnosti. 
Superheroj je posvećen borbi protiv zla, određenih loših ljudi i najčešće protiv superzlikovaca. Od pojave Supermana 1938., koji je inspirirao pojam i pomogao ga definirati, priče o superherojima su od epizodnih avantura postale desetljećima duge sage, postavši zaseban žanr fantastike. Žanr je postao dominantan u američkom stripu i proširio se na nekoliko drugih medija. Superheroji u stripu obično su odjeveni u uska odijela jarkih boja, nalik na drugu kožu, što se u filmovima (kao i u stvarnosti, primjerice na maskenbalima) provodi korištenjem odijela od spandeksa.
Superheroji dolaze iz raznih pozadina i podrijetla. Neki superheroji (na primjer, Batman i Iron Man) svoj status vuku iz napredne tehnologije koju koriste, dok drugi (kao što su Superman i Spider-Man) posjeduju neljudsku ili nadljudsku biologiju). Pojmovi kao što su maskirani borci protiv kriminala, kostimirani pustolovi ili maskirani osvetnici ponekad se koriste za označavanje likova kao što je The Spirit, koji se ne moraju eksplicitno nazivati superherojima, ali ipak imaju slične osobine.
Riječ „superheroj” datira iz 1899. godine. Prethodnici arhetipa uključuju takve mitološke likove kao što su: Gilgameš, Hanuman, Perzej, Odisej, David i polubogovi poput Herakla, kao i folklorne heroje kao što je Robin Hood, koji je bio pustolov u prepoznatljivoj odjeći. Inspiracije iz stvarnog života iza kostimiranih superjunaka mogu se pratiti do "maskiranih osvetnika" američkog starog zapada, kao što su San Diego Vigilantes [11] i Bald Knobbers. Francuski lik L'Oiselle, nastao 1909. godine, može se klasificirati kao ženska verzija superheroja.
Superhik iz stripa „Alan Ford”, primjer je antiheroja, jer krade od siromašnih kako bi dao bogatima.

## Galerija
- Francuski lik L'Oiselle
- Grafiti sa superjunakom Hulkom.
- Lego Batman
- Logo Supermana